# إنريكي مونتيرو
إنريكي مونتيرو (بالإسبانية: Enrique Montero)‏ (28 ديسمبر 1954 بإل بويرتو دي سانتا ماريا في إسبانيا - ) هو لاعب كرة قدم إسباني في مركز الوسط. شارك مع منتخب إسبانيا تحت 23 سنة لكرة القدم ومنتخب إسبانيا لكرة القدم. أما مع النوادي، فقد لعب مع راسينغ كلوب بورتوينسي ونادي إشبيلية ونادي قادش ومنتخب إسبانيا لكرة القدم للهواة ونادي سان فرناندو ‏.

## وصلات خارجية
- إنريكي مونتيرو على موقع قاعدة بيانات كرة القدم.إي يو (الإنجليزية)
- إنريكي مونتيرو على موقع ناشيونال فوتبول تيمز (الإنجليزية)